# Karsten Riedel

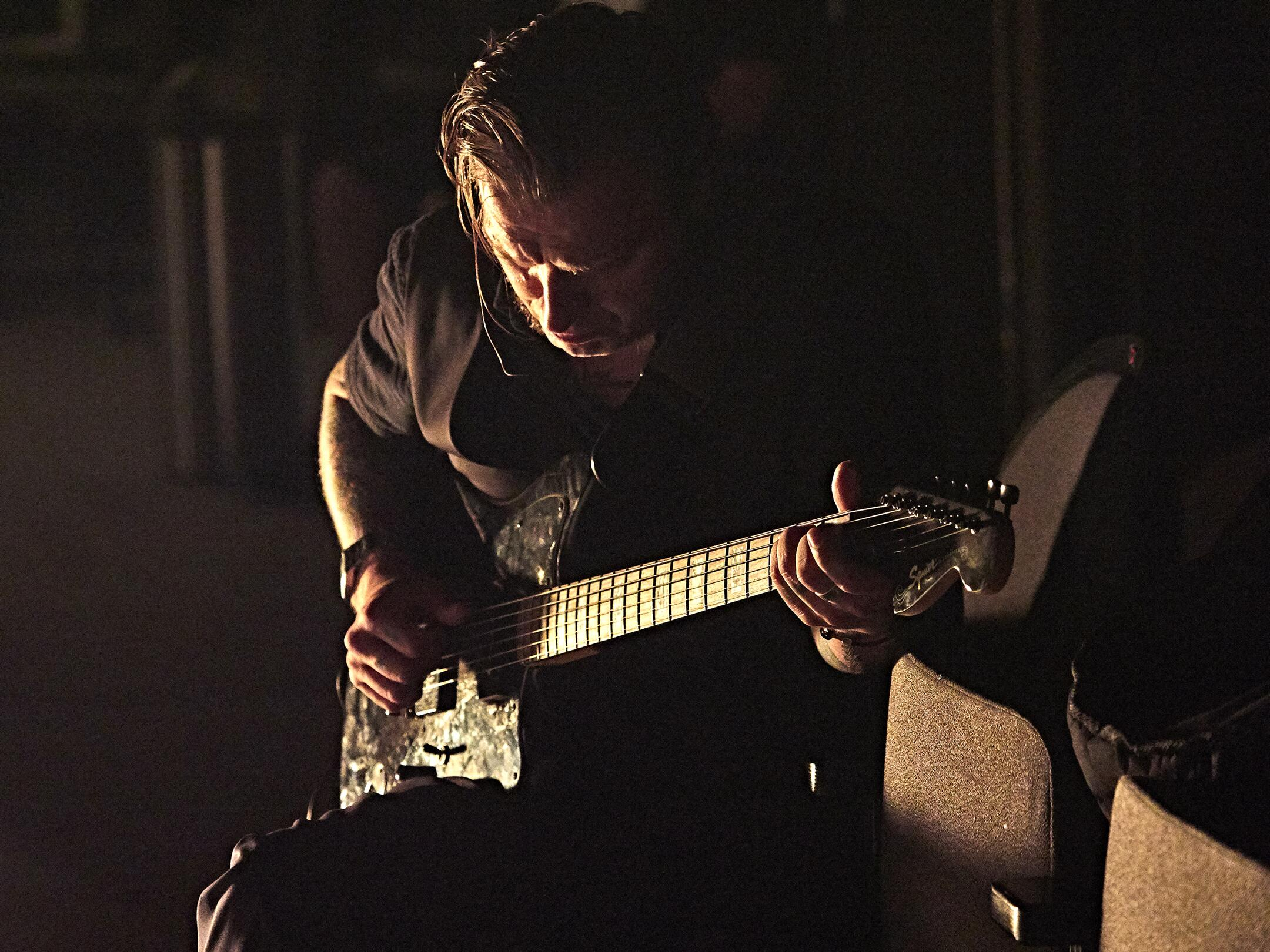
Karsten Riedel (2018)

Karsten Riedel (* 20. Juni 1970 in Wattenscheid) ist ein deutscher Sänger, Musiker, Produzent und Komponist. Er war Mitbegründer der Ska-Bands The Frits (1984–1995) und Alpha Boy School (1999–2008), der Punkband District (1995–1997) und ist seit 2002 freier Theatermusiker und -komponist im gesamten deutschsprachigen Raum.
Er lebt mit seinen drei Kindern in Bochum.

## Leben und Karriereweg
Der Multi-Instrumentalist Riedel begann im Alter von 5 Jahren mit dem Klavierspiel. Schon während seiner Schulzeit fing er an, eigene Songs zu schreiben und erlernte dafür eigenständig eine Vielzahl weiterer Instrumente. Bald spielte er in zahlreichen Bands verschiedener Musikrichtungen als Bassist, Gitarrist, Keyboarder, Schlagzeuger und übernahm oftmals den Gesang.

## Bands
- 1984–1995 The Frits. 1984 formierten sich The Frits, die anfangs eher dem Fun-Punk zugeordnet wurden. Später wechselten sie – beeinflusst durch Riedels Leidenschaft zu Reggae und die britische TwoTone-Bewegung und deren Bands, wie The Specials, Bad Manners + Madness – immer mehr zum Ska. Erste Erfolge stellten sich ein, nachdem 1989 die Single ´Life of Brian´ und das 2. Album ´The Rude Message´ beim Bochumer Label Rude Records veröffentlicht wurden, und die Band kleinere Tourneen im deutschsprachigen Raum absolvierte. Für ihr drittes Album ´Little idiots´ wechselten The Frits 1991 zum Berliner Label Pork Pie, und katapultierten sich damit in die Riege führender Bands der nationalen und internationalen Ska-Szene. 1993 folgte das 3. Studioalbum ´Not enough for you´, welches die Band in Osgathorpe/Sheffield aufnahm, wofür sie den Bad Manners-Produzenten Roger Lomas gewinnen konnten, und auf dem Specials-Bassist Horrace Panter ebenfalls bei zwei Songs mitspielte. Bis zu ihrer Auflösung 1995 veröffentlichten The Frits 5 Alben und 2 Singles.
- 1995–1997 Dr. Ring Ding & The Senior Allstars
- 1990–1996 Natty U
- 1994–1998 Heaven Bound
- 1995–1997 District
- 1999–2008 Alpha Boy School

## Diskographie

### The Frits
| Titel                           | Veröffentlichung | Typ    | Medium   |
| ------------------------------- | ---------------- | ------ | -------- |
| Look On The Bright Side Of Live | 1994             | Album  | CD       |
| Not Enough For You              | 1993             | Album  | CD       |
| Ebbies Bluff                    | 1993             | Single | CD       |
| Little Idiots                   | 1991             | Album  | CD/Vinyl |
| The Rude Message                | 1989             | Album  | CD/Vinyl |
| Life Of Brian                   | 1989             | Single | Vinyl    |
| Die Erste                       | 1988             | Album  | CD/Vinyl |

### Dr. Ring Ding & The Senior Allstars
| Titel     | Veröffentlichung | Typ   | Medium   |
| Dandimite | 1995             | Album | CD/Vinyl |

### Natty U
| Titel                         | Veröffentlichung | Typ     | Medium   |
| ----------------------------- | ---------------- | ------- | -------- |
| Mr. Reagan                    | 1987             | 12-Inch | Vinyl    |
| Prejudice                     | 1987             | Album   | Vinyl    |
| Fool for your love            | 1989             | Album   | CD/Vinyl |
| Liveclash                     | 1991             | Album   | CD       |
| Boys don't cry                | 1992             | Maxi-CD | CD       |
| Kuff                          | 1993             | Maxi-CD | CD       |
| Flash up unu lighter          | 1993             | Album   | CD       |
| Strange feelings              | 1995             | Maxi-CD | CD       |
| The return of the whitey dons | 1997             | Album   | CD       |

### Heaven Bound
| Titel                | Veröffentlichung | Typ     | Medium |
| -------------------- | ---------------- | ------- | ------ |
| Reggae to your heart | 1994             | Album   | CD     |
| I shall sing         | 1996             | Maxi-CD | CD     |
| Two hands            | 1998             | Album   | CD     |

### Alpha Boy School
| Titel                 | Veröffentlichung | Typ     | Medium    |
| --------------------- | ---------------- | ------- | --------- |
| This DJ Is a Rude Boy | 2008             | EP      | CD        |
| Perfect Situation     | 2008             | Album   | CD, Vinyl |
| Believe in Yourself   | 2007             | Sampler | CD        |
| New England           | 2006             | Single  | CD        |
| One in a Million      | 2006             | Album   | CD, Vinyl |
| Alpha Boy School      | 2005             | Album   | CD, Vinyl |
| No Interest           | 2003             | Album   | CD, Vinyl |
| Big Fight             | 2002             | Album   | CD, Vinyl |
| Ska is back in Town   | 2000             | Demo    | CD        |

## Theatermusik
Im Jahr 2001 wurden für die Produktion der Ruhr-Triennale „Deutschland deine Lieder“, in der Regie von Matthias Hartmann, Sänger gesucht, die vielseitig einsetzbar waren. Das war der Beginn von Riedels musikalischer Tätigkeit am Theater und einer bis heute andauernden Zusammenarbeit mit Hartmann und auch dessen Frau Alexandra Liedtke. Bald folgten Mitwirkungen an Inszenierungen im Schauspielhaus Bochum, wie z. B. „1979“, „Der Hauptmann von Köpenick“ (mit Otto Sander in der Hauptrolle), „Das wird schon“ (von Sibylle Berg), „Iwanow“, „A Tribute to Johnny Cash“ u. v. a. Im Jahr 2005 arbeitete er zeitgleich am Schauspielhaus Zürich und dem Grillo-Theater in Essen. In Essen arbeitete er erstmals mit dem damaligen Hausregisseur David Bösch zusammen, für den er seither ebenfalls eine Vielzahl von Produktionen musikalisch begleitet hat. Im Jahr 2009 wechselte er mit Matthias Hartmann ans Wiener Burgtheater. Zudem gab es weitere Engagements, die ihn nach Salzburg, München, Hamburg, Berlin, Stuttgart, Kaiserslautern, Karlsruhe, Oberhausen, Düsseldorf, Frankfurt am Main und an viele andere Orte führten.

## Theaterproduktionen
- 2002: Deutschland, deine Lieder, in der Regie von Matthias Hartmann, Ruhrtriennale[11] (Zeche Zollverein, Essen)
- 2002: Einordnen/Ausflug/Land der Toten, in der Regie von Matthias Hartmann, Schauspielhaus Bochum (Theater unter Tage)
- 2003: 1979 von Christian Kracht, in der Regie von Matthias Hartmann, Schauspielhaus Bochum (Zeche 1)[12]
- 2003: Elektronic City, in der Regie von Matthias Hartmann, Schauspielhaus Bochum (Kammerspiele)
- 2004: Tief im Loch, und das Schwein sucht mit, in der Regie von Martin Höfermann, Schauspielhaus Bochum (Theater unter Tage)
- 2004: Der Hauptmann von Köpenick von Carl Zuckmayer, in der Regie von Matthias Hartmann, Schauspielhaus Bochum[13]
- 2004: Ein Flanellnachthemd, in der Regie von Marlin de Haan, Schauspielhaus Bochum (Theater unter Tage)
- 2004: Das wird schon – Nie mehr lieben, in der Regie von Nicolas Helbling, Schauspielhaus Bochum (Theater unter Tage)
- 2004: Iwanow von Anton Tschechow, in der Regie von Matthias Hartmann, Schauspielhaus Bochum (Kammerspiele)
- 2005: Philotas, in der Regie von Marlin de Haan, Schauspielhaus Bochum (Theater unter Tage)
- 2005: 1979, in der Regie von Matthias Hartmann, Schauspielhaus Zürich (Schiffbauhalle 1)
- 2005: All tomorrows Party – Velvet Underground, in der Regie von Marc Lunghus / Musikalische Leitung: K. Riedel, Schauspielhaus Bochum (Theater unter Tage)
- 2005: Ein Sommernachtstraum, in der Regie von David Bösch, Grillo-Theater, Essen
- 2005: Die Stunde, da wir nichts voneinander wussten, in der Regie von Elmar Goerden, Schauspielhaus Bochum
- 2006: Iwanow, in der Regie von Matthias Hartmann, Schauspielhaus Zürich
- 2006: Othello von William Shakespeare, in der Regie von Matthias Hartmann, Schauspielhaus Zürich (Schiffbauhalle Box)
- 2006: Käthchen von Heilbronn, in der Regie von David Bösch, Grillo-Theater, Essen
- 2007: Clavigo, in der Regie von David Bösch, Thalia-Theater, Hamburg
- 2007: Die Au.Schau, in der Regie von Michael von Au / Musikalische Leitung: K. Riedel, Schauspielhaus Bochum (Kammerspiele)
- 2007: Liliom, in der Regie von David Bösch, Grillo-Theater, Essen
- 2007: Woyzeck, in der Regie von David Bösch, Grillo-Theater, Essen
- 2008: Alter Ford Rekord, dunkelblau, in der Regie von David Bösch, Thalia-Theater, Hamburg
- 2008: Tribute to Johnny Cash, in der Regie von Arne Nobel / Musik. Leitung: K.Riedel, Schauspielhaus Bochum (Kammerspiele)
- 2008: Antigone, in der Regie von David Bösch, Grillo-Theater, Essen
- 2008: Clockwerk Orange, in der Regie von David Bösch, Schauspielhaus Zürich (Schiffbauhalle Box)
- 2008: Was ihr wollt, in der Regie von David Bösch, Grillo-Theater, Essen
- 2009: Tribute to Quentin Tarantino, in der Regie von Hans Dreher, Schauspielhaus Bochum (Kammerspiele)
- 2009: Vor Sonnenaufgang, in der Regie von David Bösch, Thalia-Theater, Hamburg
- 2009: Die Farbe Schwarz, Shakespeare-Abend von und mit K. Riedel & Band, Prinzregenttheater, Bochum
- 2009: Geld und Leben / Riedel singt Rio Reiser, Klavier und Gesang K. Riedel, Prinzregenttheater, Bochum
- 2009: Adam Geist, in der Regie von David Bösch, Akademietheater Wien
- 2009: Das goldene Vlies, in der Regie von David Bösch, Deutsches Theater Berlin
- 2009: Die Verwirrungen des Zöglings Törless, in der Regie von Roland Spohr, Theater Oberhausen
- 2010: Krieg und Frieden, in der Regie von Matthias Hartmann, Burgtheater (Kasino)
- 2010: Lieber schön, in der Regie von Alexandra Liedtke, Burgtheater (Kasino)
- 2010: Der Sturm, in der Regie von David Bösch, Schauspielhaus Bochum
- 2010: Was ihr wollt, in der Regie von Matthias Hartmann, Burgtheater
- 2011: Woyzeck, in der Regie von David Bösch, Schauspielhaus Bochum
- 2011: Die Ratten, in der Regie von David Bösch, Schauspielhaus Bochum (Kammerspiele)
- 2011: Traumnovelle, in der Regie von Roland Spohr, Theater Oberhausen
- 2012: Kleiner Mann, was nun?, in der Regie von David Bösch, Schauspielhaus Bochum
- 2012: Fool of love, Shakespeare-Abend mit K.Riedel, Franui, Nikolaus Habjan & Gästen, in der Regie von Matthias Hartmann, Burgtheater Wien[14]
- 2012: Troja, in der Regie von Matthias Hartmann, Burgtheater (Kasino)
- 2012: Der Diener zweier Herren, in der Regie von David Bösch, Schauspielhaus Bochum
- 2013: Schatten, in der Regie von Matthias Hartmann, Akademietheater Wien
- 2013: Der Talisman, in der Regie von David Bösch, Akademietheater Wien
- 2013: Die Ahnfrau, in der Regie von Matthias Hartmann, Akademietheater Wien
- 2013: Der böse Geist von Lumpazivagabundus, in der Regie von Matthias Hartmann, Salzburger Festspiele und Burgtheater Wien
- 2014: Der Zerrissene, in der Regie von Michael Gampe, Theater in der Josefstadt, Wien
- 2015: Das Käthchen von Heilbronn, in der Regie von David Bösch, Burgtheater Wien
- 2015: Kasimir und Karoline, in der Regie von Barbara Weber, Schauspielhaus Zürich (Pfauen)
- 2015: Breaking the Waves, in der Regie von David Bösch, Staatstheater Stuttgart
- 2015: Alpenkönig und Menschenfeind, in der Regie von Alexandra Liedtke, Landestheater Salzburg[15]
- 2016: Mensch Meier, in der Regie von David Bösch, Residenztheater München (Marstall)
- 2016: 3 Schwestern, in der Regie von David Bösch, Burgtheater Wien
- 2016: Don Carlos, in der Regie von Alexandra Liedtke, Landestheater Salzburg[16]
- 2016: Glaube, Liebe, Hoffnung, in der Regie von David Bösch, Residenztheater München
- 2017: Michael Kohlhaas, in der Regie von Matthias Hartmann, Schauspielhaus Düsseldorf
- 2017: Kinder der Sonne, in der Regie von David Bösch, Residenztheater München
- 2017: Der Liebe Lust, der Liebe Schmerz, in der Regie von Karsten Riedel, Schauspielhaus Bochum (Kammerspiele)[17][18][19][20][21]
- 2017: Eine Frau, in der Regie von David Bösch, Berliner Ensemble, Berlin
- 2018: Suff von Thomas Vinterberg, UA, in der Regie von Alexandra Liedtke, Theater in der Josefstadt[22]
- 2018: Lazarus, in der Regie von Matthias Hartmann, Düsseldorfer Schauspielhaus
- 2018: Die göttliche Komödie, in der Regie von Johannes Schütz, Düsseldorfer Schauspielhaus
- 2018: Die Verdammten, in der Regie von David Bösch, Berliner Ensemble, Berlin
- 2018: Hamlet, in der Regie von Alexandra Liedtke, Salzburger Landestheater[23]
- 2019: The Nation 1+2, in der Regie von David Bösch, Schauspiel Frankfurt[24]
- 2019: Mein seltsamer Freund Walter, in der Regie von Thomas Feichtinger, Pfalztheater Kaiserslautern
- 2019: Macbeth, in der Regie von Matthias Hartmann, Theaterfestival Hamburg (Kampnagel)
- 2019: Die Entdeckung des Himmels, in der Regie von Matthias Hartmann, Düsseldorfer Schauspielhaus
- 2019: Henry VI, in der Regie von David Bösch, Düsseldorfer Schauspielhaus
- 2019: Eine Frau, in der Regie von Alexandra Liedtke, Theater in der Josefstadt (Kammerspiele)[25]
- 2019: Frauensache von Sarah Nemitz und Lutz Hübner, UA, in der Regie von Alexandra Liedtke, Staatstheater Karlsruhe[26]

- 2020: Wie es euch gefällt in der Regie von David Bösch, Schauspiel Frankfurt